# 2-га бронетанкова бригада (Франція)
2-га бронетанкова бригада (фр. 2e brigade blindée) — складова Сухопутних військ Франції. Підпорядковується 3-й бронетанковій дивізії, основна задача — високоінтенсивні бойові дії, контактна розвідка та протитанкова боротьба.

## Історія

### Друга світова
Від лютого 1942 року «Колона L» сил Вільної Франції, яку очолював Філіпп де Отклок, воювала в Італійській Лівії, а в січні наступного року доєдналася до 8-ї британської армії.
24 серпня 1943 року в Марокко «Колона L» стала 2-ю бронетанковою дивізією.
1 серпня 1944 року дивізію Леклерка було включено до складу XV армійського корпусу США, з яким вона звільняла Париж, Страсбург і Кольмар. Розформована в 1946 році.

### Сучасність
У 2012-му особовий склад бригади сформував «кістяк» бригади «Лафаєтт» — французьких експедиційних сил в афганській провінції Капіса.
Станом на 2022 рік солдати бригади складали половину французького контингенту, задіяного в операції «Бархан» (Малі).
2025-го військовослужбовці 92-го полку брали участь в спільних з Ірландією та Польщею навчаннях на території департаментів Пюї-де-Дом і Альє; навесні того ж року бригада провела тактичні навчання з «Dronex 2025» у Мурмелоні та Сюіппі для вдосконалення навичок розвідки і аерофотозйомки особового складу.

## Склад
| Штаб 12-й КП 13-й ІП 16-й ПБ 40-й АП 92-й ПП 501-й ТП ЧМП |
| 5-й кірасирський полк Абу-Дабі                            |
| 12-й кірасирський полк Оліве                              |
| 13-й інженерний полк Вальдаон                             |
| 40-й артилерійський полк Сюїпп                            |
| 92-й піхотний полк Клермон-Ферран                         |
| 501-й танковий полк Мурмелон-ле-Гран                      |
| Чадський маршовий полк Меєнайм                            |
| 16-й єгерський батальйон Біч                              |

## Цікаві факти
Дивізія часів Другої світової стала першим французьким з'єднанням, яке дозволило жінкам долучитися до армії: так звана «група Рошамбо» (фр. groupe Rochambeau) повноцінно виконувала обов'язки бойових медиків, в тому числі — і водійок медтранспорту.
У складі дивізії воював Філіпп де Голль.